# دریاچه سمیونوفسکویه
دریاچه سمیونوفسکویه (انگلیسی: Lake Semyonovskoye) یک دریاچه در استان مورمانسک کشور روسیه است.